# جيلالي حجاج
جيلالي حجاج هو كاتب وناشط جزائري في مجال مكافحة الفساد.

## السجن
حكم على جيلالي حجاج – وهو ناشطٌ في مجال محاربة الفساد – بالسجن لمدة ستة أشهر مع وقف التنفيذ وتسديد غرامة قدرها 50000 دينار (500 يورو) في نهاية محاكمته أمام محكمة سيدي محمد في الجزائر العاصمة يوم 13 أيلول/سبتمبر 2010، كما حٌكم على زوجته بالسجن لمدة شهرين مع وقف التنفيذ وتسديد غرامة قدرها 20000 دينار (200 يورو). أُدين جيلالي إثر إيداع المديرية العامة للصندوق الوطني للضمان الاجتماعي شكوى ضده على خلفية كتابته ثلاث شهادات صحية لزوجته. وفي حديثٍ مع مراسلون بلا حدود، أشار جيلالي حجاج: «إنني مصممٌ أكثر من أي وقت مضى. سأبلغ المحكمة العليا إن لزم الأمر. فإنني أحال أمام المحاكم منذ حوالى 15 سنة وقد مثلت أكثر من مئة مرة أمام قاضي التحقيق في حوالى خمسين قضية.»